# Альбрехт Крюґель
Альбрехт Крюґель (нім. Albrecht Krügel; 22 квітня 1913, Нордгорн — 16 березня 1945, Альтдамм) — німецький офіцер Ваффен-СС, оберштурмбаннфюрер СС, кавалер Лицарського хреста Залізного хреста з Дубовим листям.

## Ранні роки
Альбрехт Крюґель народився 22 квітня 1913 року в місті Нордгорн. 1 лютого 1931 року Крюґель вступив в НСДАП (партійний квиток № 419 297) і СС (службове посвідчення № 11 433).
У 1934 році Альбрехта перевели в штандарт СС «Германія», що був в складі Частин посилення СС, попередника Ваффен-СС.

## Друга світова війна
Альбрехт Крюґель взяв участь в Польській, Французькій, Балканській кампаніях і в боях на Східному фронті. Під час Французької кампанії був ад'ютантом полку СС «Германія». В 1941 році був командиром роти піхотного полку СС «Дойчланд» дивізії СС «Райх».
На початку 1942 року був переведений в штаб моторизованої дивізії СС «Вікінг». З літа 1942 був командиром 6-ї роти, з 29 березня 1943 — 2-го батальйону полку СС «Нордланд» в складі панцергренадерської дивізії СС «Вікінг».
З квітня 1943 року був командиром 2-го батальйону 23-го добровольчого панцергренадерського полку СС «Норґе» панцергренадерської дивізії СС «Нордланд», що діяла на північній ділянці радянсько-німецького фронту. Відзначився в боях під Нарвою.
З 10 квітня 1944 року був командиром 24-го добровольчого панцергренадерського полку СС «Данмарк» в складі 11-ї добровольчої панцергренадерської дивізії СС «Нордланд». Альбрехт Крюґель загинув в бою в районі вокзалу між Альтдаммом і Штеттіном 16 березня 1945 року.

## Звання
- Унтерштурмфюрер СС (20 квітня 1936)
- Оберштурмфюрер СС (20 квітня 1938)
- Гауптштурмфюрер СС (9 листопада 1939)
- Штурмбаннфюрер СС (20 квітня 1943)
- Оберштурмбаннфюрер СС (1 вересня 1944)

## Нагороди

### Міжвоєнний період
- Медаль «У пам'ять 13 березня 1938 року»
- Медаль «У пам'ять 1 жовтня 1938»

### Друга світова війна
- Залізний хрест (1939)
  - 2-го класу (13 липня 1941)
  - 1-го класу (13 вересня 1941)
- Медаль «За зимову кампанію на Сході 1941/42»
- Штурмовий піхотний знак в сріблі
- Нагрудний знак «За поранення»
- Нагрудний знак ближнього бою
- Німецький хрест в золоті (10 січня 1943) як гауптштурмфюрер СС і командир 6-ї роти піхотного полку СС «Нордланд»
- Лицарський хрест Залізного хреста з Дубовим листям
  - Лицарський хрест (12 березня 1944) як штурмбаннфюрер СС і командир II батальйону 23-го добровольчого панцергренадерського полку СС «Норґе»
  - Дубове листя (№ 651) (16 листопада 1944) як оберштурмбаннфюрер СС і командир 24-го добровольчого панцергренадерського полку СС «Данмарк»
- Відзначений у Вермахтберіхті (28 березня 1945)